# Ramón Armando Garzón Mendoza
 (septembre 2018).
Si vous disposez d'ouvrages ou d'articles de référence ou si vous connaissez des sites web de qualité traitant du thème abordé ici, merci de compléter l'article en donnant les références utiles à sa vérifiabilité et en les liant à la section « Notes et références ».
Pour les articles homonymes, voir Garzon.
Ramón Armando Garzón Mendoza (1942 en Colombie - 2013 à Montréal) est un philosophe, essayiste, romancier et poète colombien.

## Biographie
Ramon Armando Garzón Mendoza, né en 1942 en Colombie a étudié à l’Institut de philosophie durant les années 60, fréquentant des maîtres-penseurs tels que Michel Foucault, Claude Levi-Strauss, Jacques Lacan et Edgar Morin. Professeur universitaire de philosophie et de sciences humaines pendant 35 ans, il a également été conseiller au cabinet du ministre de l’éducation nationale et préposé au projet international de l’UNESCO, La complexité à l’heure du troisième millénaire.
Il a donné plusieurs conférences internationales et certains de ses romans ont été adaptés pour le théâtre. Son recueil de poésie, Éclats, lui a valu le Prix des Arts international. Dans son écriture, imaginaire spirituel et réalité quotidienne se mêlent, favorisant ainsi l’émotion de l’être intérieur plutôt que les grands accents lyriques.
Ramón Armando Garzón Mendoza est membre de l’Union des écrivaines et des écrivains québécois.

## Œuvres
- Amor fati, Santiago de Cali-Colombia : IDV 1984
- Beatriz Malanoche, Santiago de Cali-Colombia : Feriva 1983
- El ensueño de fausto, Santiago de Cali-Colombia : Feriva 1983
- El rubayyat del espíritu, Santiago de Cali-Colombia : Feriva 1996
- Ensayos criticos de filosofia, Santiago de Cali-Colombia : IDV 1986
- Filosofia y espiritualidad, Santiago de Cali-Colombia : IDV 1987
- Fulgores, Santiago de Cali-Colombia : IDV 1987
- La condicion demoniaca y la culpabilidad humana, Santiago de Cali-Colombia : Otra vuelta de tuerca 1981
- La crisis espiritual de los partidos, Santiago de Cali-Colombia : IDV 1985
- Las Flores del bien, Santiago de Cali-Colombia : Feriva 1984
- Nuestro pensar cosmico, Santiago de Cali-Colombia : Feriva 1984
- Manuswa: Mon pays c'est l'hiver?, Montréal, Québec, Canada 2007-2008